# Sargé-sur-Braye
Sargé-sur-Braye é uma comuna francesa na região administrativa do Centro, no departamento Loir-et-Cher. Estende-se por uma área de 42,96 km². Em 2010 a comuna tinha 1 050 habitantes (densidade: 24,4 hab./km²).